# Planowanie działań bojowych
Planowanie działań bojowych – zawarty w instrukcjach sposób pracy dowódców i sztabów wojskowych w procesie dowodzenia przy organizacji walki. Jedna z faz w procesie dowodzenia. Opiera się analizie zadania i ocenie sytuacji, a polega na przewidywaniu układu rzeczowo-czasowo-przestrzennego przyszłych działań. Jego celem jest racjonalizacja działań zorganizowanych poprzez opracowanie planu ogólnego i planów cząstkowych z różnym stopniem szczegółowości. W ujęciu czynnościowym planowanie to druga faza cyklu decyzyjnego procesu dowodzenia, w trakcie której ocenie podlega otrzymane zadanie oraz czynniki wpływające na jego wykonanie, opracowuje się warianty działania, podjęta zostaje decyzja oraz opracowane są plan i rozkaz operacyjny.

## Proces dowodzenia w Siłach Zbrojnych Rzeczypospolitej Polskiej
W narodowym procesie dowodzenia występuje wiele faz, etapów i czynności realizowanych na wszystkich szczeblach dowodzenia.

 Wyróżnione zostały cztery fazy:
- Faza I – ustalanie położenia

Ustalenie położenia jest procesem ciągłym. Charakteryzuje się pozyskiwaniem, gromadzeniem, porządkowaniem, przechowywaniem, wartościowaniem, porównywaniem i zobrazowaniem wszelkiego rodzaju informacji dotyczących wojsk własnych, przeciwnika oraz warunków prowadzenia działań. Ma dać dowódcy odpowiedź na pytania dotyczące warunków, w jakich realizowane będzie nowe zadanie. Określone zostają elementy środowiska działań przydatne w trakcie opracowywania wariantów działania. Wymienione przedsięwzięcia muszą doprowadzić do stworzenia dowódcy maksymalnie przejrzystego obrazu sytuacji.
- Faza II – planowanie

W trakcie planowania dokładnym analizom i ocenom podlega zadanie otrzymane od przełożonego oraz czynniki wpływające na jego wykonanie. W trakcie tej fazy wypracowane są warianty działania wojsk własnych. W ramach fazy planowania, podejmowana jest decyzja oraz formułowany jest zamiar działania. Powstaje w tym czasie również plan działania oraz rozkaz bojowy.
- Faza III – stawianie zadań

Celem tej fazy jest doprowadzenie do wykonawców zadań wynikających z decyzji podjętej przez dowódcę. Zazwyczaj rozpoczyna się ona po zakończeniu opracowywania rozkazu bojowego. W przypadku zastosowania wstępnych zarządzeń bojowych, faza stawiania zadań rozpocznie się po sporządzeniu planu działania. 
- Faza IV – kontrola

Celem kontroli jest sprawdzenie efektów dotychczasowego planowania i postawienia zadań oraz sposobu ich wprowadzania w życie. Zapewnia ona też ciągłość procesu dowodzenia, a jej rezultaty stanowią podstawę do uaktualniania posiadanych danych o sytuacji. Za realizację kontroli odpowiedzialny jest dowódca, który planował i stawiał zadania. Wyróżnia się następujące środki realizacji kontroli: elementy dowodzenia i koordynacji działań, synchronizację działań, monitorowanie sytuacji oraz podejmowanie działań mających zmniejszyć różnice między stanem zaplanowanym a rzeczywistym. 

### Planowanie walki w Siłach Zbrojnych RP
Planowanie jest jedną z faz w procesie dowodzenia w Siłach Zbrojnych Rzeczypospolitej Polskiej. Jest ona najbardziej zróżnicowana pod względem struktury i budowy. Wyróżnia się w niej cztery następujące po sobie etapy, a w etapie „oceny sytuacji” dodatkowo występują również cztery czynności. 
- Etap I – ocena sytuacji. Ocena sytuacji polega na zrozumieniu zdania otrzymanego od przełożonego, jego zamiaru, ocenie czynników wpływających na wykonanie zadania. W jej zakres wchodzi też opracowanie, rozważenie i porównanie wariantów działania wojsk własnych[6].
  - Czynność 1 – analiza zadania. Analiza zadania precyzuje, co i w jakim celu należy wykonać, aby zrealizować otrzymane zadanie[15].
  - Czynność 2 – ocena czynników i opracowanie wariantów działania. Jej celem jest zidentyfikowanie i szczegółowa ocena czynników, które mogą wpływać na realizację otrzymanego zadania oraz ustalenie możliwych wariantów działania wojsk własnych.
    - Grupa 1 – ocena przeciwnika. Polega na ustalenie najbardziej prawdopodobnego sposobu jego działania. W tym etapie prowadzi się też ocenę terenu w strefie przyszłych działań[16].
    - Grupa 2 – ocena wojsk własnych. Polega na wnikliwej analizie zdolności bojowej własnych jednostek, czyli stopnia gotowości bojowej, ukompletowania, morale i poziomu wyszkolenia[17].
    - Grupa 3 – ocena otoczenia. To analiza pozytywnego i negatywnego wpływu, jaki warunki terenowe, atmosferyczne, widoczność i inne czynniki będą miały na działanie zarówno wojsk własnych, jak i przeciwnika[18].
    - Grupa 4 – ocena innych czynników. Czynniki determinuje każdorazowo sytuacja. Jednym z ważniejszych jest czynnik czasu i rozwiązania problemu zsynchronizowania trzech elementów: sił, przestrzeni i właśnie czasu[19].

  - Czynność 3 – rozważenie wariantów. Na podstawie wniosków z analizy zadania i oceny czynników wpływających na wykonanie zadania opracowywane są „szkice – warianty działania”, czyli ogólne zarysy możliwych sposobów wykonania zadania. Wariant winien zawierać: sposób wykonania zadania, w tym miejsce skupienia głównego wysiłku, ugrupowanie bojowe, wstępny podział sił, rozmieszczenie stanowisk dowodzenia. Jedną z metod prowadzenia rozważania wariantów działania jest symulacja  przebiegu walki, tzw. „gra wojenna”. W przypadku ograniczonego czasu organizuje się je poprzez porównanie potencjałów albo określenie wad i zalet. „Rozważenie” ma ona na celu ustalenie słabych i silnych stron poszczególnych wariantów[20].
  - Czynność 4 – porównanie wariantów. Celem porównania wariantów działania jest wyłonienie optymalnego wariantu działania wojsk własnych. Polegają na porównaniu ze sobą przygotowanych poprzednio wariantów. Można w tym celu zorganizować odprawę koordynacyjną, podczas której sztab ustali, który z nich będzie rekomendowany dowódcy podczas odprawy decyzyjnej. Stosuje się następujące metody porównania wariantów: metodę wad i zalet, metodę głosowania, metodę kryteriów[21].
- Etap II – podjęcie decyzji. Podjęcie decyzji przez dowódcę następuje zazwyczaj w trakcie odprawy decyzyjnej, po przedstawieniu przez oficerów dowództwa wniosków z oceny sytuacji. Dowódca dokonuje wyboru wariantu działania. Może to być jeden z proponowanych przez sztab lub zmodyfikowany przez dowódcę albo jego własny. Po dokonaniu wyboru, dowódca winien przedstawić ogólną koncepcję przeprowadzenia walki, czyli określić zamiar działania. Zamiar winien zawierać krótkie informacje, w jaki sposób dowódca chce wykonać zadanie i co pragnie w konsekwencji osiągnąć[22][23].
- Etap III – sporządzenie planu działania. Plan działania to przedstawiony w formie graficznej zamiar dowódcy. Zazwyczaj zawiera informacje dyrektywne: linie rozgraniczenia i  koordynacyjne, obiekty do opanowania, elementy dowodzenia i koordynacji; informacje sytuacyjne: np. wojska w styczności; informacje decyzyjne: kto (jakie siły), co (jaki rodzaj działań), gdzie (miejsce w ugrupowaniu i w przestrzeni), kiedy (terminy osiągnięcia gotowości, przekroczenia linii koordynacyjnych, opanowania obiektów i inne o znaczeniu zasadniczym dla wykonania zadania), w jakim celu (cel główny i ewentualne cele cząstkowe). Sporządzenie planu walki (operacji) umożliwia przygotowanie wstępnych zarządzeń bojowych[24].
- Etap IV – opracowanie dyrektywnych dokumentów dowodzenia. Po ogłoszeniu przez dowódcę decyzji, sztab opracowuje rozkaz bojowy. Do jego opracowania wykorzystywany jest też  wcześniej sporządzony wstępny plan działania, a także informacje z rekonesansu. Rozkaz bojowy powinien określić podwładnemu co musi wykonać, a nie jak ma to zrobić. Winien mu zapewnić swobodę działania i wyzwalać w nim inicjatywę. W wypadku skrajnie ograniczonego czasu, zadania przekazuje się podwładnym w formie wstępnego zarządzenia. W takiej sytuacji rozkaz bojowy przekazuje się w późniejszym terminie. Rozkaz bojowy obejmuje następujące elementy: sytuację, zadanie, realizację, zabezpieczenie logistyczne, dowodzenie i łączność oraz w części drugiej załączniki[25].

## Planowanie  walki w SZ RP przed przystąpieniem do NATO
W cyklu dowodzenia w ramach przygotowania działań taktycznych ukształtowały się dwie główne metody pracy dowództwa: metoda równoległego (podstawowa) oraz kolejnego planowania działań taktycznych. Było to zależne od czasu, jakim dysponowało dowództwo.
Istotę równoległego planowania stanowiło rozpoczęcie planowania na niższych szczeblach natychmiast po ogłoszeniu zamiaru przez przełożonego, na podstawie wydanych przez niego wstępnych zarządzeń bojowych. Na ich podstawie dowódca oddziału (sztab) wykonywał określone czynności. Były to:
- analiza zadania
- określenie przedsięwzięć, które należy wykonać niezwłocznie w celu szybszego przygotowania pododdziałów do realizacji postawionego im zadania.
- kalkulacja czasu – polega na podzieleniu posiadanego czasu w taki sposób, aby można było zrealizować czynności planistyczno – organizacyjne i przygotować podległe pododdziały do wykonania zadania. Podstawę stanowił termin otrzymania zadania bojowego i termin osiągnięcia gotowości do walki. Po przeprowadzeniu kalkulacji czasu dowódca oddziału wydał wytyczne szefowi sztabu dotyczące zapoznania przez niego zastępców dowódcy i szefów rodzajów  wojsk z zadaniem, organizacji rozpoznania i rekonesansu, przygotowania niezbędnych danych do podjęcia decyzji[28]
- wytyczne do:
  - zapoznania z zadaniem zastępców i szefów rodzajów wojsk
  - organizacji rekonesansu
  - przygotowania niezbędnych danych do podjęcia decyzji
- ocena sytuacji[29]:
  - ocena przeciwnika
  - wojsk własnych
  - ocena sąsiadów
  - ocena terenu
  - ocena pogody
  - ocena innych czynników (np sytuacji skażeń promieniotwórczych, chemicznych i biologicznych, sytuacji radioelektronicznej, pory roku i doby, stanu ekonomicznego rejonu działań)
- zamiar (koncepcja) walki
- wstępne zarządzenia bojowe

Z chwilą przekazania wstępnych zarządzeń bojowych pododdziałom rozpoczynał przygotowanie działań taktycznych  niższy szczebel dowodzenia.   

Dowódca, po otrzymaniu rozkazu lub zarządzenia bojowego, pracował dalej i:
- kończył ocenę sytuacji
- podejmował decyzję z mapy, uwzględniając dane zawarte w rozkazie
- stawiał zadania (lub wydawał rozkaz jeśli nie było przewidzianego rekonesansu) oraz wydawał wytyczne do zabezpieczenia bojowego, logistycznego oraz dowodzenia
- prowadził rekonesans, a w nim uściślenie decyzji i zadania dla pododdziałów oraz organizacja współdziałania
- sztab opracowywał rozkaz bojowy do działania.

## Planowanie walki w wojskach II Rzeczypospolitej
W myśl Ogólnej instrukcji walki dowódca winien zastanowić się nad otrzymanym zadaniem (analiza zadania). Musiał uzmysłowić sobie czego od niego żąda przełożony .
Zrozumiawszy zadanie, dowódca rozważał położenie własne, położenie nieprzyjaciela, teren działania, komunikacje i inne czynniki, wpływające na działania wojenne.
Oceniając położenie własne rozważał:
- siły i środki, którymi dysponował
- miejsca postoju i wzajemną odległość oddziałów
- ugrupowanie pod względem terenowym i w stosunku do nieprzyjaciela
- stan moralny, fizyczny i możliwość współdziałania z sąsiadami

Położenie nieprzyjaciela oceniał  się na podstawie wiadomości o nim. Opracowywał plan poszukiwania wiadomości o nieprzyjacielu, a wiadomości poszukiwał poprzez:
- rozpoznanie naziemne i powietrzne
- styczność wojsk i walkę
- przesłuchiwanie jeńców
- przejmowanie korespondencji służbowej i prywatnej nieprzyjaciela
- prowadzenie działalności wywiadowczej (rozpoznanie agencyjne)
- studiowanie prasy nieprzyjacielskiej i neutralnej

Znając położenie nieprzyjaciela, dowódca powinien budować wnioski co do prawdopodobnych jego zamiarów. Wnioski te powinny wychodzić z założenia, że kierownictwo nieprzyjacielskie jest rozsądne, a jego oddziały będą dążyły do przejęcia inicjatywy.
Po ocenie sytuacji dowódca przystępował do powzięcia decyzji. Decyzja musiała  być jasna i obejmować całość przewidywanych  działań bojowych. Podjętą  decyzję należało wykonywać wszelkimi siłami i środkami, w tym „moralnymi”.  Nie należało przy pierwszej wyłaniającej się trudności zmieniać decyzji, mimo że poczucie odpowiedzialności podsuwało nowe, rzekomo lepsze rozwiązanie. Prowadzenie bitwy polegało na energicznym, nieustępliwym i konsekwentnym wykonywaniu decyzji rozsądnej, a nie na poszukiwaniu najrozsądniejszej i najidealniejszej.
W pewnych uzasadnionych przypadkach dowódca mógł być zmuszony do zmiany decyzji.Konieczność ta zachodziła, gdy został niewłaściwie oceniony jeden z czynników, stanowiących podstawę decyzji.
Położenie nieprzyjaciela, teren, zmiana warunków atmosferycznych, albo też w czasie wykonywania decyzji osiągnięto powodzenie nie tam, gdzie się spodziewano, i kiedy wykorzystanie tego powodzenia może zadecydować o całości działania.